# Tyrrell 020
Tyrrell 020 – samochód Formuły 1, zaprojektowany przez Harveya Postlethwaite'a i George'a Rytona. Uczestniczył w sezonach 1991–1993.

## Historia
Samochód był następcą innowacyjnego aerodynamiczne 019, który jako pierwszy w historii stosował podniesiony nos. Model 020 pod względem aerodynamiki był podobny do poprzednika. Różnicą było zastosowanie w miejsce Forda silników Honda, z których w 1990 korzystał mistrzowski McLaren. W rzeczywistości silniki Honda były cięższe od Fordów i wpływały negatywny na rozkład masy, a co za tym idzie – na prowadzenie samochodu, którego to problemu nie udało się wyeliminować.
Fakt używania tych jednostek oraz sponsoring Brauna powodowały, że oczekiwania względem Tyrrella przed sezonem 1991 były wysokie. Obaj kierowcy 020 – Stefano Modena i Satoru Nakajima – zdobyli punkty w debiucie samochodu, podczas Grand Prix USA 1991. Jednakże w trzech kolejnych eliminacjach żaden zawodnik Tyrrella nie dojechał do mety, wliczając w to Grand Prix Monako, w którym Modena startował z pierwszego rzędu. Te niepowodzenia oraz impas w sprawie dyskusji na temat kontraktu z Kenem Tyrrellem spowodowały, że główny projektant modelu, Harvey Postlethwaite, odszedł przed Grand Prix Kanady do Saubera. W Grand Prix Kanady Modena osiągnął najlepszy wynik sezonu, finiszując na drugim miejscu, za Nigelem Mansellem. W dalszej części sezonu Włoch zdobył jeszcze jeden punkt, co dało Tyrrellowi szóste miejsce w końcowej klasyfikacji – wynik, którego konstruktor ten nigdy już nie pobił. Mimo to Tyrrell kończył sezon w atmosferze rozczarowania, przez co Honda podjęła współpracę z Footworkiem, a Braun zaprzestał sponsorowania zespołu.
W 1992 roku wprowadzono ulepszoną wersję modelu, nazwaną 020B. Współprojektantem pojazdu został Mike Coughlan. Stosowała ona silnik Ilmor, a jego kierowcami byli Olivier Grouillard i Andrea de Cesaris. De Cesaris uzyskał tym samochodem osiem punktów. W pierwszej połowie sezonu 1993 używana była wersja „C”, zastąpiona następnie Tyrrellem 021.

## Wyniki w Formule 1
| Legenda oznaczeń w tabelach wyników Wyświetl szablon na nowej stronie | Legenda oznaczeń w tabelach wyników Wyświetl szablon na nowej stronie                                                                     |
| Oznaczenie                                                            | Wyjaśnienie |
| --------------------------------------------------------------------- | --- |
| Złoty                                                                 | Zwycięzca lub mistrzostwo |
| Srebrny                                                               | 2. miejsce lub wicemistrzostwo |
| Brązowy                                                               | 3. miejsce lub II wicemistrzostwo |
| Zielony                                                               | Ukończył, punktował (w klasyfikacji generalnej, gdy zdobył co najmniej jeden punkt na przestrzeni sezonu, poza trzema powyższymi opcjami) |
| Niebieski                                                             | Ukończył, nie punktował (w klasyfikacji generalnej, gdy nie zdobył co najmniej jednego punktu na przestrzeni sezonu)                      |
| Czerwony                                                              | Nie zakwalifikował się (NZ) |
| Czerwony                                                              | Nie prekwalifikował się (NPK) |
| Różowy                                                                | Nie ukończył (NU) |
| Różowy                                                                | Niesklasyfikowany (NS) (w klasyfikacji generalnej, gdy nie został sklasyfikowany w żadnym wyścigu sezonu)                                 |
| Czarny                                                                | Zdyskwalifikowany (DK) |
| Czarny                                                                | Wykluczony (WYK/EX) |
| Biały                                                                 | Nie wystartował (NW) |
| Biały                                                                 | Kontuzjowany (K/INJ) |
| Biały                                                                 | Wyścig odwołany (OD/C) |
| Bez koloru                                                            | Został wycofany (WYC/WD) |
| Bez koloru                                                            | Nie przybył (NP/DNA) |
| Bez koloru                                                            | Nie brał udziału w treningach (NT/DNP) |
| Bez koloru                                                            | Nie został zgłoszony (–) |
| Pogrubienie                                                           | Start z pole position |
| Kursywa                                                               | Najszybsze okrążenie wyścigu |
| †                                                                     | Nie ukończył, ale jego rezultat został zaliczony ze względu na przejechanie więcej niż 90% dystansu wyścigu.                              |
| *                                                                     | Sezon w trakcie |
| 1/2/3                                                                 | Punktowana pozycja w sprincie kwalifikacyjnym                                                                                             |
| Lista systemów punktacji Formuły 1                                    | |

| Sezon | Zespół                      | Silnik | Kierowcy           | Wyniki w poszczególnych eliminacjach | Wyniki w poszczególnych eliminacjach | Wyniki w poszczególnych eliminacjach | Wyniki w poszczególnych eliminacjach | Wyniki w poszczególnych eliminacjach | Wyniki w poszczególnych eliminacjach | Wyniki w poszczególnych eliminacjach | Wyniki w poszczególnych eliminacjach | Wyniki w poszczególnych eliminacjach | Wyniki w poszczególnych eliminacjach | Wyniki w poszczególnych eliminacjach | Wyniki w poszczególnych eliminacjach | Wyniki w poszczególnych eliminacjach | Wyniki w poszczególnych eliminacjach | Wyniki w poszczególnych eliminacjach | Wyniki w poszczególnych eliminacjach | Wyniki kierowców | Wyniki kierowców | Wyniki konstruktora | Wyniki konstruktora |
| 1991  |                             |        |                    | Stany Zjednoczone                    | Brazylia                             | San Marino                           | Monako                               | Kanada                               | Meksyk                               | Francja                              | Wielka Brytania                      | Niemcy                               | Węgry                                | Belgia                               | Włochy                               | Portugalia                           | Hiszpania                            | Japonia                              | Australia                            | Pkt.             | Msc.             | Pkt.                | Msc.                |
| ----- | --------------------------- | ------ | ------------------ | ------------------------------------ | ------------------------------------ | ------------------------------------ | ------------------------------------ | ------------------------------------ | ------------------------------------ | ------------------------------------ | ------------------------------------ | ------------------------------------ | ------------------------------------ | ------------------------------------ | ------------------------------------ | ------------------------------------ | ------------------------------------ | ------------------------------------ | ------------------------------------ | ---------------- | ---------------- | ------------------- | ------------------- |
| 1991  | Braun Tyrrell Honda         | Honda  | Satoru Nakajima    | 5                                    | NU                                   | NU                                   | NU                                   | 10                                   | 12                                   | NU                                   | 8                                    | NU                                   | 15                                   | NU                                   | NU                                   | 13                                   | 17                                   | NU                                   | NU                                   | 2                | 15               | 12                  | 6                   |
| 1991  | Braun Tyrrell Honda         | Honda  | Stefano Modena     | 4                                    | NU                                   | NU                                   | NU                                   | 2                                    | 11                                   | NU                                   | 7                                    | 13                                   | 12                                   | NU                                   | NU                                   | NU                                   | 16                                   | 6                                    | 10                                   | 10               | 8                | 12                  | 6                   |
| 1992  |                             |        |                    |                                      | Meksyk                               | Brazylia                             | Hiszpania                            | San Marino                           | Monako                               | Kanada                               | Francja                              | Wielka Brytania                      | Niemcy                               | Węgry                                | Belgia                               | Włochy                               | Portugalia                           | Japonia                              | Australia                            | Pkt.             | Msc.             | Pkt.                | Msc.                |
| 1992  | Tyrrell Racing Organisation | Ilmor  | Olivier Grouillard | NU                                   | NU                                   | NU                                   | NU                                   | 8                                    | NU                                   | 12                                   | 11                                   | 11                                   | NU                                   | NU                                   | NU                                   | NU                                   | NU                                   | NU                                   | NU                                   | 0                | 24               | 8                   | 6                   |
| 1992  | Tyrrell Racing Organisation | Ilmor  | Andrea de Cesaris  | NU                                   | 5                                    | NU                                   | NU                                   | 14                                   | NU                                   | 5                                    | NU                                   | NU                                   | NU                                   | 8                                    | 8                                    | 6                                    | 9                                    | 4                                    | NU                                   | 8                | 9                | 8                   | 6                   |
| 1993  |                             |        |                    |                                      | Brazylia                             | Unia Europejska                      | San Marino                           | Hiszpania                            | Monako                               | Kanada                               | Francja                              | Wielka Brytania                      | Niemcy                               | Węgry                                | Belgia                               | Włochy                               | Portugalia                           | Japonia                              | Australia                            | Pkt.             | Msc.             | Pkt.                | Msc.                |
| 1993  | Tyrrell Racing Organisation | Yamaha | Ukyō Katayama      | NU                                   | NU                                   | NU                                   | NU                                   | NU                                   | NU                                   | 17                                   | NU                                   | 13                                   | -                                    | -                                    | -                                    | -                                    | -                                    | -                                    | -                                    | 0                | 28               | 0                   | 13                  |
| 1993  | Tyrrell Racing Organisation | Yamaha | Andrea de Cesaris  | NU                                   | NU                                   | NU                                   | NU                                   | DK                                   | 10                                   | NU                                   | 15                                   | -                                    | -                                    | -                                    | -                                    | -                                    | -                                    | -                                    | -                                    | 0                | 27               | 0                   | 13                  |